# Aerotours
Die Aerotours (Eigenschreibweise AEROTOURS) ist eine deutsche Fluggesellschaft mit Sitz in Strausberg bei Berlin mit Basis auf dem Verkehrslandeplatz Strausberg. Sie betreibt weitere Außenstellen für die Theorie- und Simulatorausbildung in Berlin.

## Unternehmen
Die Aerotours entstand aus der seit 1994 bestehenden Flugschule Pegasus. Die Aerotours führt neben der Ausbildung von Privat-, Berufs- und Verkehrspiloten auch Privat-, Geschäfts- und Frachtflüge innerhalb von Europa durch.
Zudem bietet die Aerotours Ausbildungen im Bereich Instrumentenflug, Multi Crew Cooperation und Musterberechtigung an und unterhält eine Kooperation mit der FHD - Fachhochschule Dresden für die duale Ausbildung von Verkehrspiloten mit dem Studiengang „Unternehmensmanagement“. Darüber hinaus werden Luftfracht- und Ambulanzflüge durchgeführt.

## Flotte
Mit Stand Mai 2024 besteht die Flotte des Aerotours-Luftfahrtunternehmens und der Aerotours-Verkehrspilotenschule aus 17 Flugzeugen:
| Flugzeugtyp                | Anzahl | bestellt | Luftfahrzeugkennzeichen        | Anmerkungen | Sitzplätze |
| -------------------------- | ------ | -------- | ------------------------------ | ----------- | ---------- |
| Cessna 152                 | 01     |          | D-EYCM                         |             | 2          |
| Cessna 172                 | 04     |          | D-EGMB, D-ELEL, D-ELTA, D-EDVC |             | 4          |
| Cirrus SR22                | 01     |          | D-EUMH                         |             | 4          |
| Diamond DA20               | 04     |          | D-EOMA, D-EPPC, D-EPPO, D-EPPV |             | 2          |
| Diamond DA40 NG            | 01     |          | D-ELKK                         |             | 2          |
| Diamond DA42 NG            | 02     |          | D-GINO, OE-FSB                 |             | 4          |
| Piper PA31T2 Cheyenne IIXL | 01     |          | D-ITEM                         |             | 8          |
| Robin R2100A               | 01     |          | D-EHTC                         |             | 2          |
| Robin R2120U               | 01     |          | D-EPPT                         |             | 2          |
| Socata TB 20               | 01     |          | D-EPIM                         |             | 5          |
| Gesamt                     | 17     | –        |                                |             |            |

## Galerie

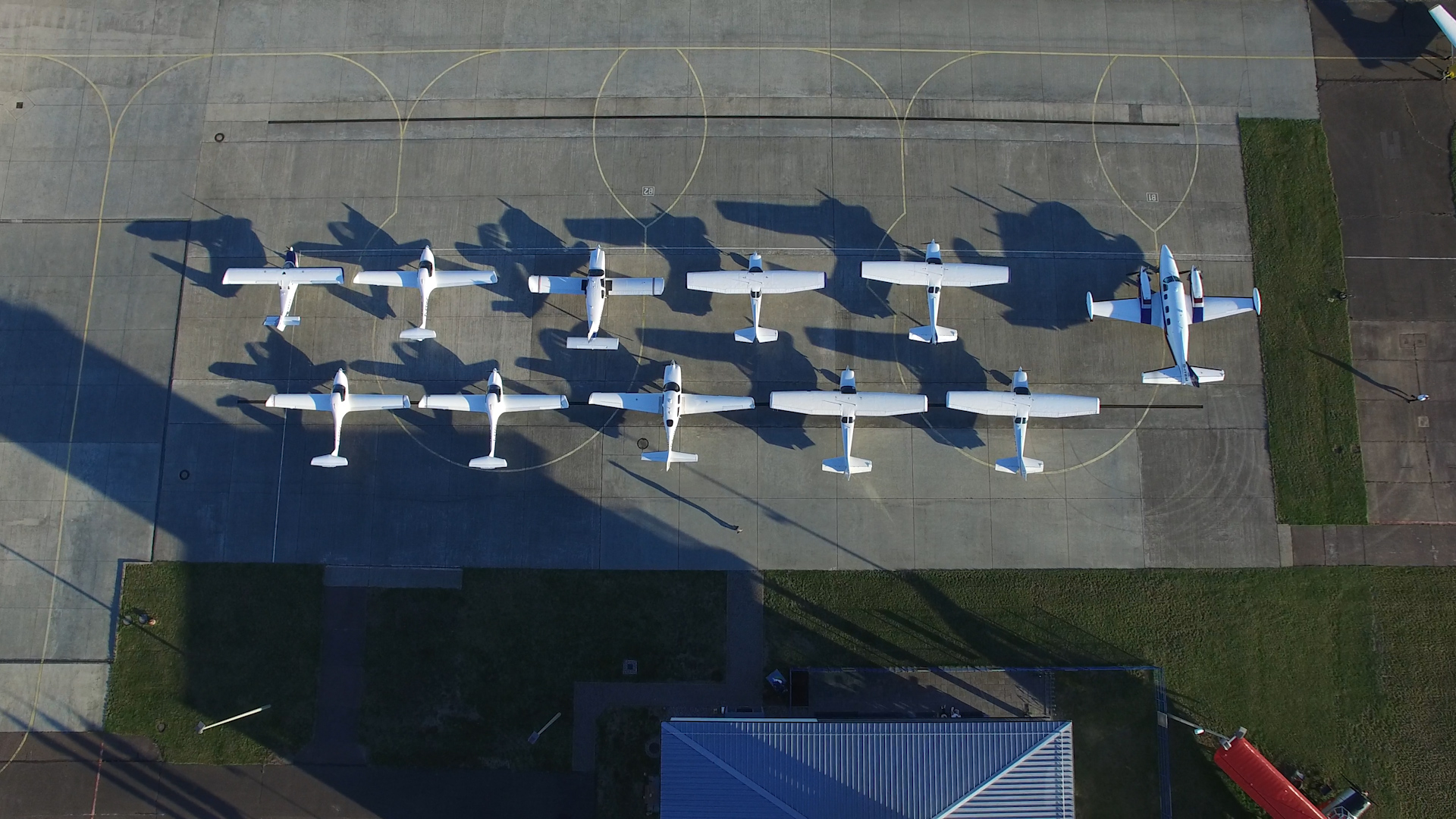
Flotte von senkrecht oben
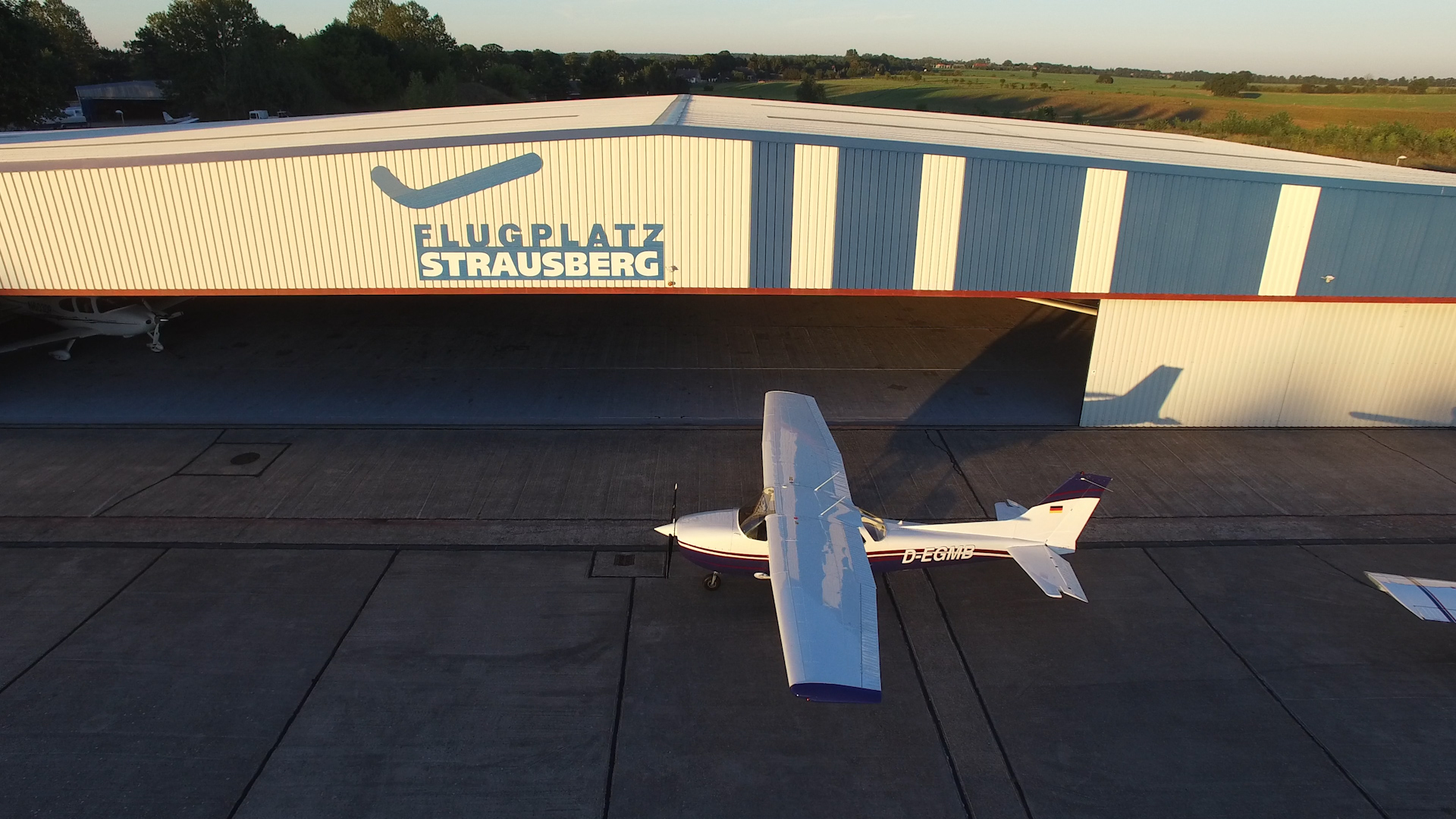
Cessna 172 vor dem Hangar
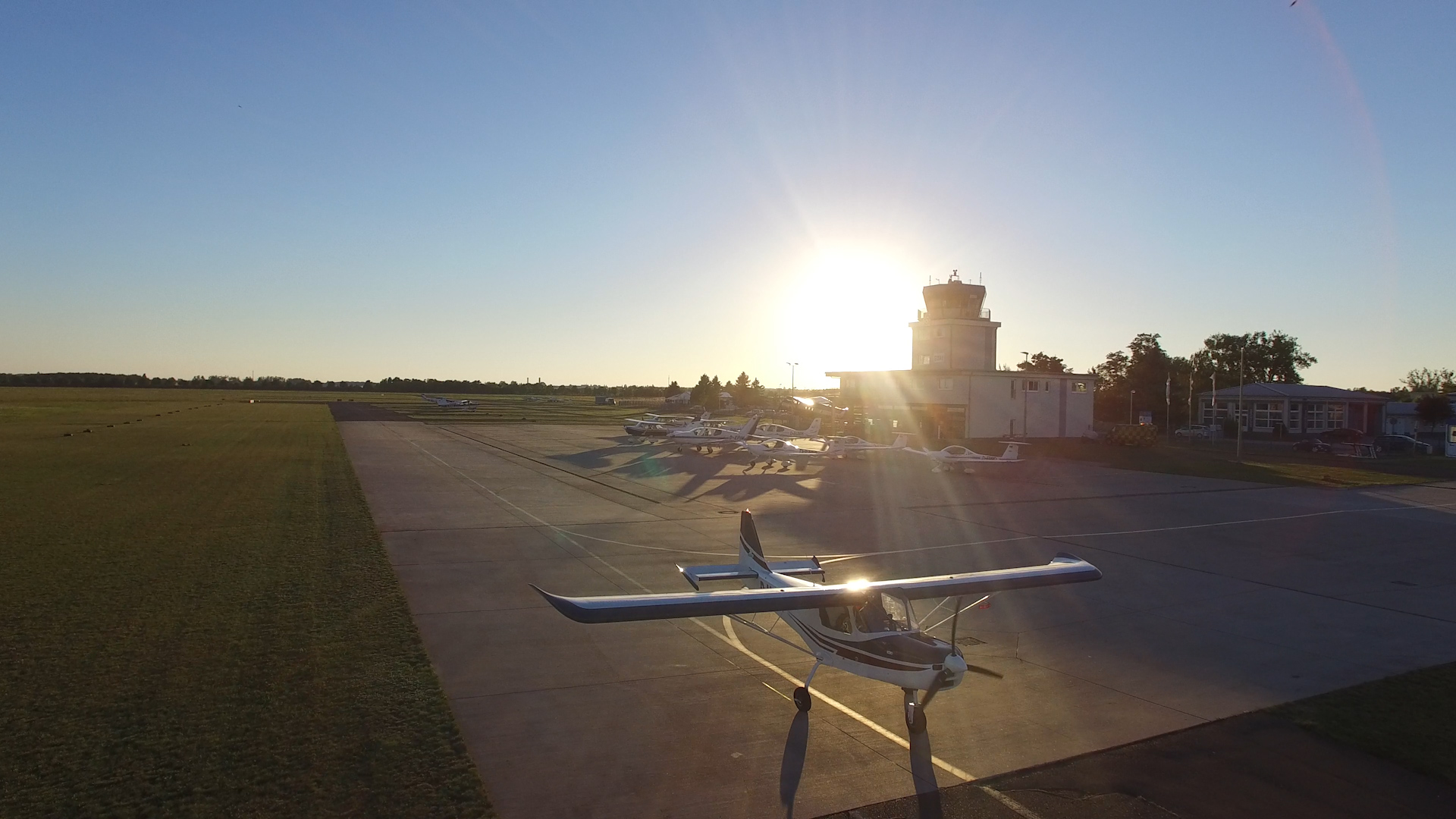
Tower Verkehrslandeplatz Strausberg mit Sila 450 im Vordergrund
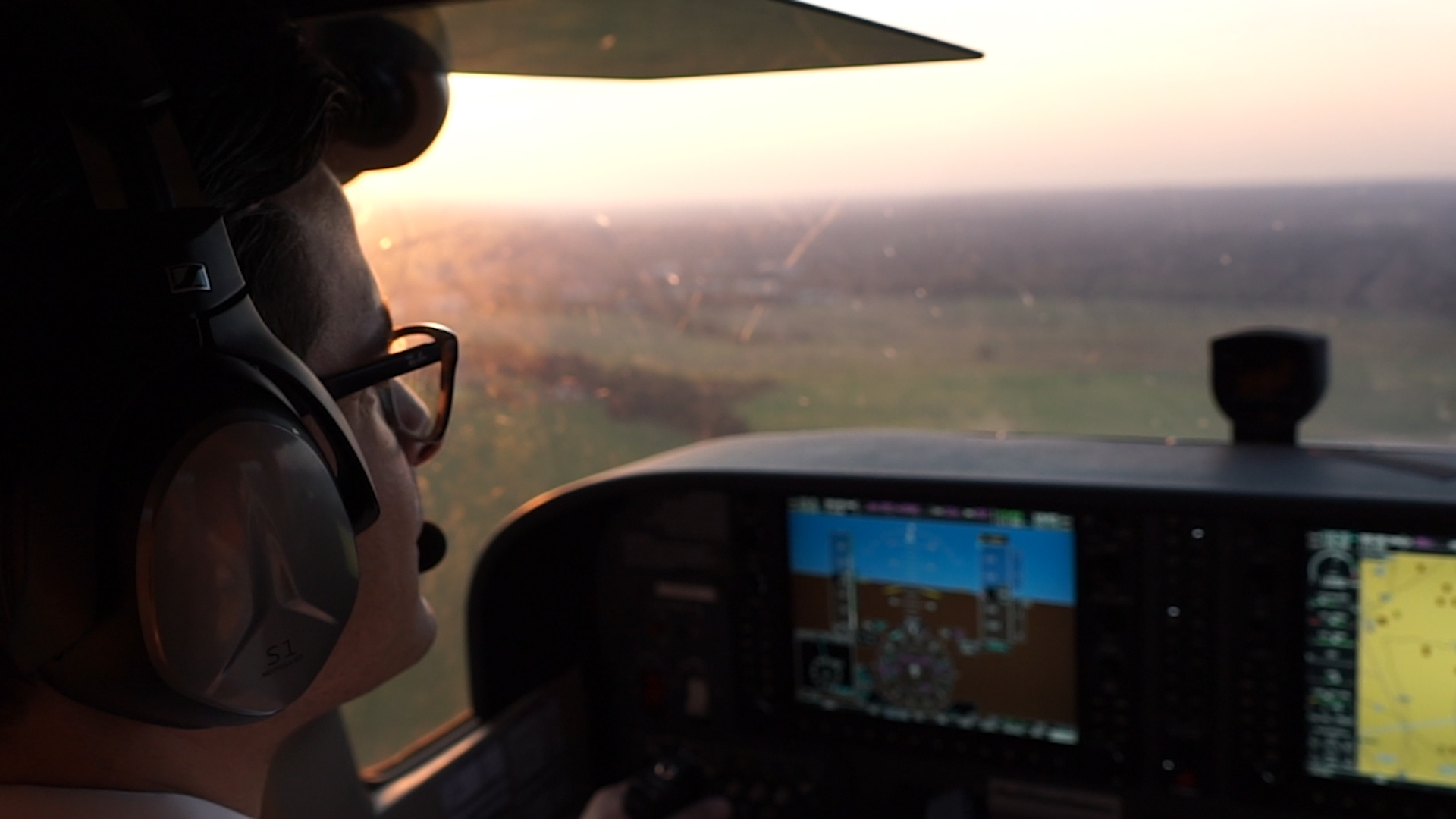
Flugschüler bei der Instrumentenflugausbildung
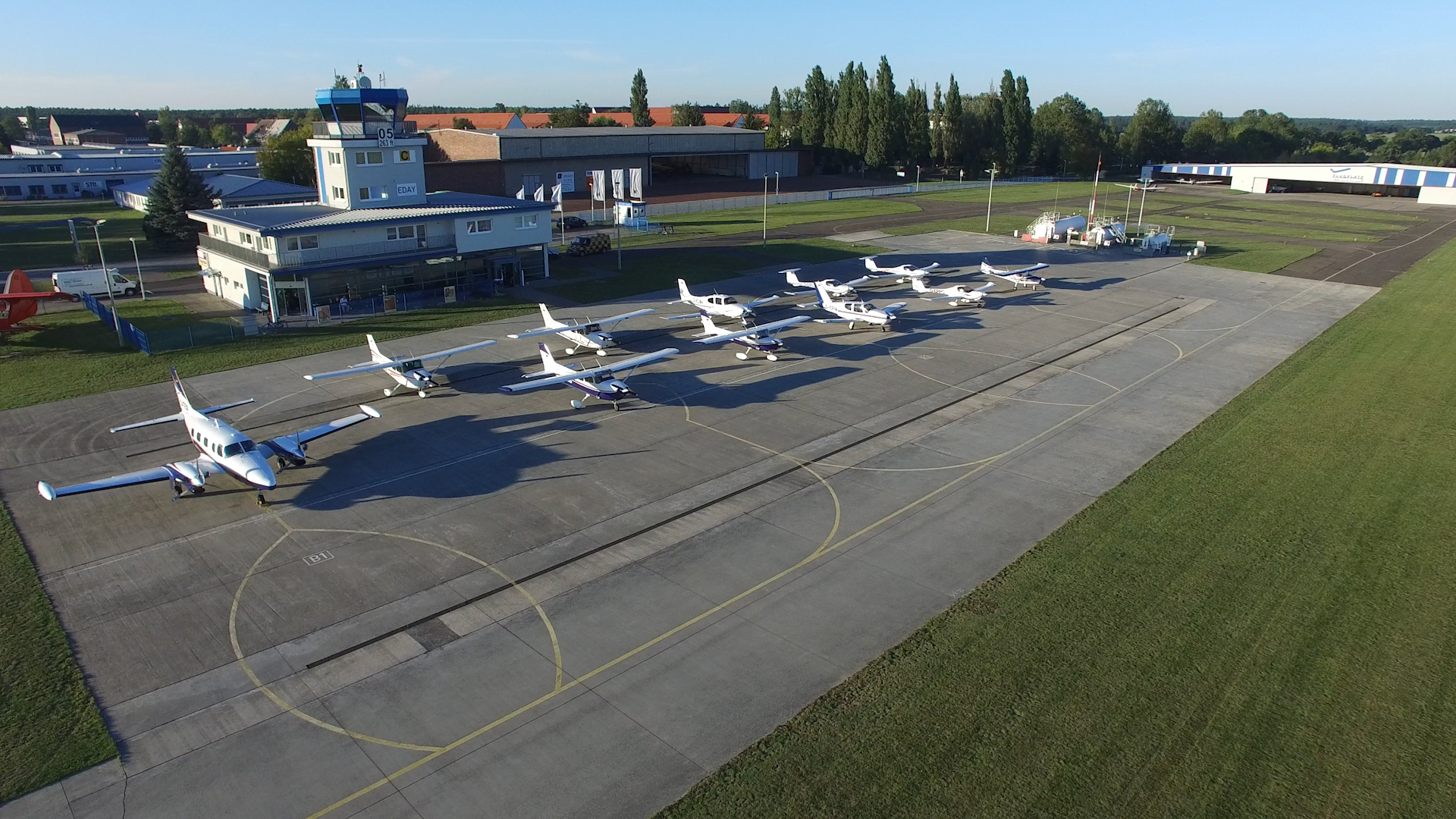
Flotte von vorn schräg
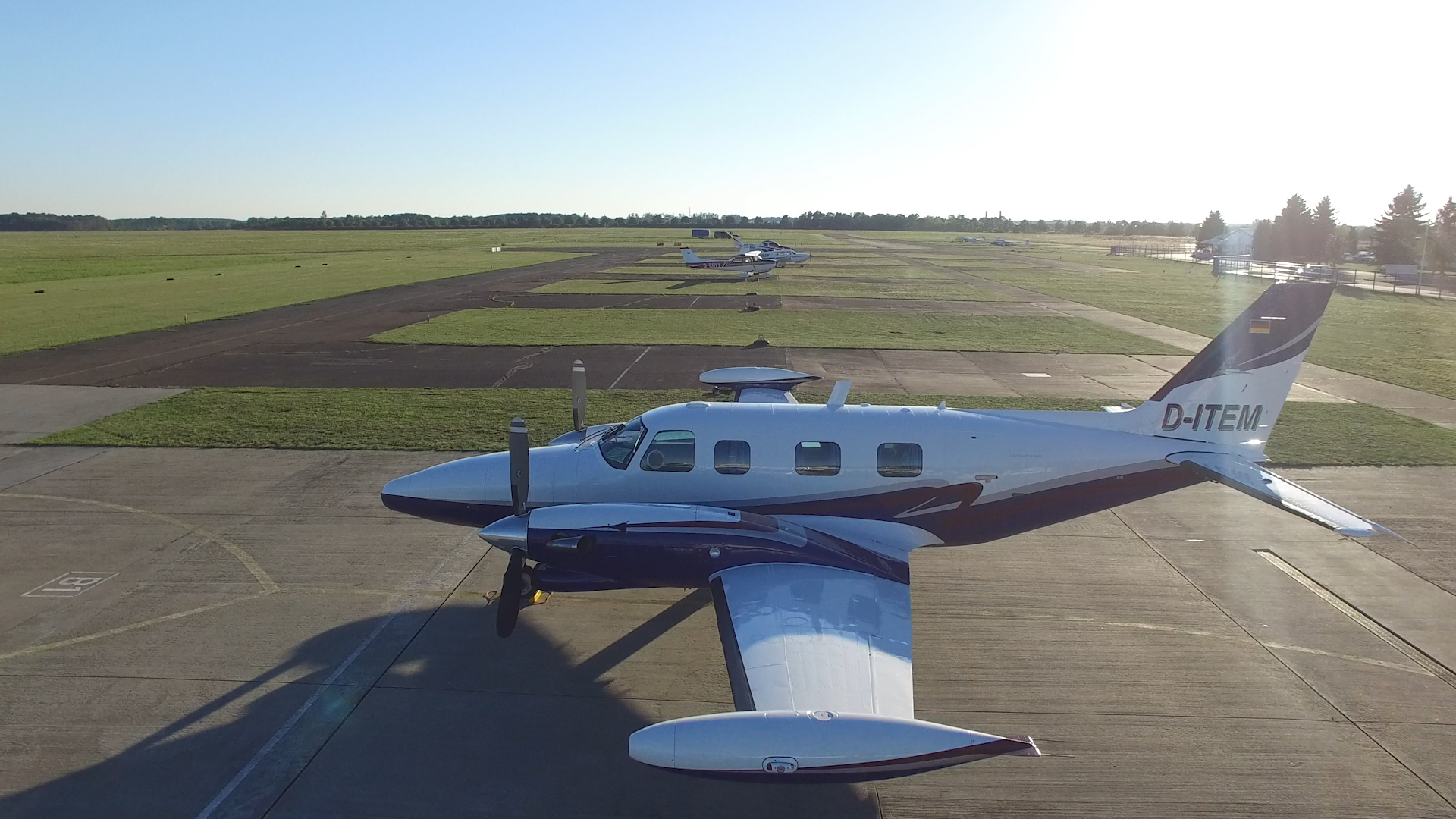
Piper Cheyenne IIXL – P31T2 auf dem Apron